# 이인칭 이야기
이인칭 이야기는 주인공 또는 다른 주연이 이인칭 대명사 그리고 다른 종류의 호칭어, 예를 들면 한국어 이인칭 대명사 "너"에 의해 나타나는 이야기 형태이다.
예:
너는 아침 이 시간에 이런 곳에 있을 사람이 아니다. 그러나 여기에 너는 있고, 너는 세부 사항이 흐릿하지만 지형이 완전히 익숙하지 않은 것을 말할 수 없다. —제이 맥이너니의 밝은 빛, 큰 도시의 첫 문장 (1984)

## 같이 보기
- 서술

## 참고 도서
- Schofield, Dennis (1998년 12월 1일). “The Second Person: A Point of View? The Function of the Second-Person Pronoun in Narrative Prose Fiction”. Deakin University. 2015년 11월 8일에 원본 문서에서 보존된 문서. 2013년 5월 31일에 확인함.
- Young, Christopher (2012년 10월 24일). “Freedom of speech, the second person and 'Homeland': A conversation between Jay McInerney and Mohsin Hamid”. 《New York Daily News》. 2013년 6월 20일에 원본 문서에서 보존된 문서. 2013년 5월 31일에 확인함.